# Cal State San Bernardino Coyotes

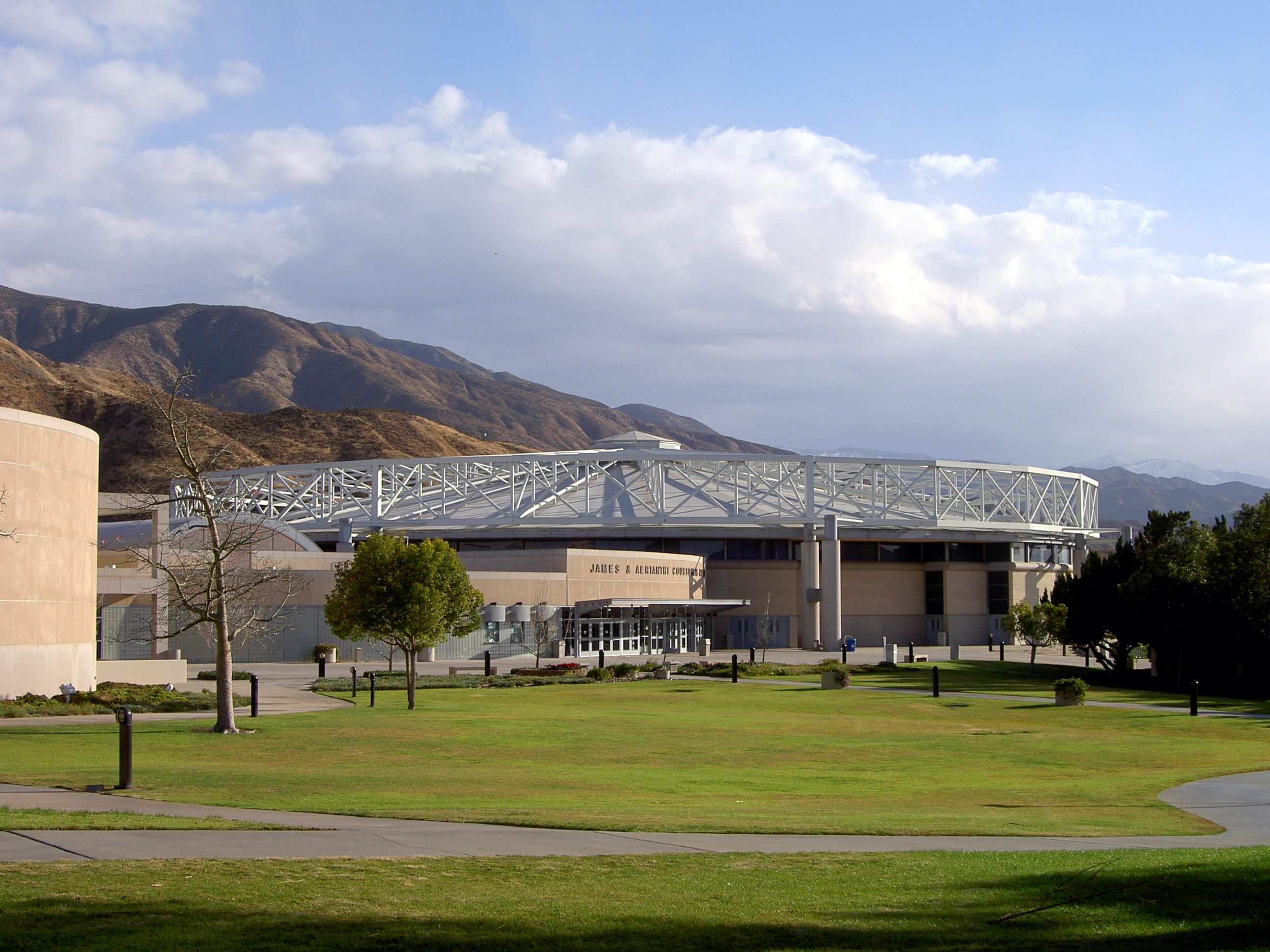
Coussoulis Arena

Cal State San Bernardino Coyotes, (español: los coyotes de la Estatal de California, San Bernardino) es el nombre de los equipos deportivos de la Universidad Estatal de California, San Bernardino, situada en San Bernardino, California. Los equipos de los Coyotes participan en las competiciones universitarias organizadas por la NCAA, y forman parte desde 1991 de la CCAA.

## Programa deportivo
Los Coyotes compiten en 4 deportes masculinos y en otros 6 femeninos:
| - Masculino - Baloncesto - Fútbol - Béisbol - Golf | - Femenino - Baloncesto - Fútbol - Voleibol - Cross - Atletismo - Softball |

## Palmarés

### Campeonatos nacionales de la NCAA (2)
| Deporte          | títulos | Temporadas |
| Fútbol masculino | 1       | 1991       |
| Golf masculino   | 1       | 1997       |
| Total            | 2       |            |

## Instalaciones deportivas
- The James and Aerianthi Coussoulis Arena es el pabellón donde disputan sus competiciones los equipos de baloncesto y voleibol. Tiene una capacidad para 5.000 espectadores y fue inaugurado en 1995.[1]

- Premier Field es el estadio donde disputan sus encuentros los equipos de fútbol. Tiene una capacidad para 1.000 espectadores.[1]